# 존 필립 수자

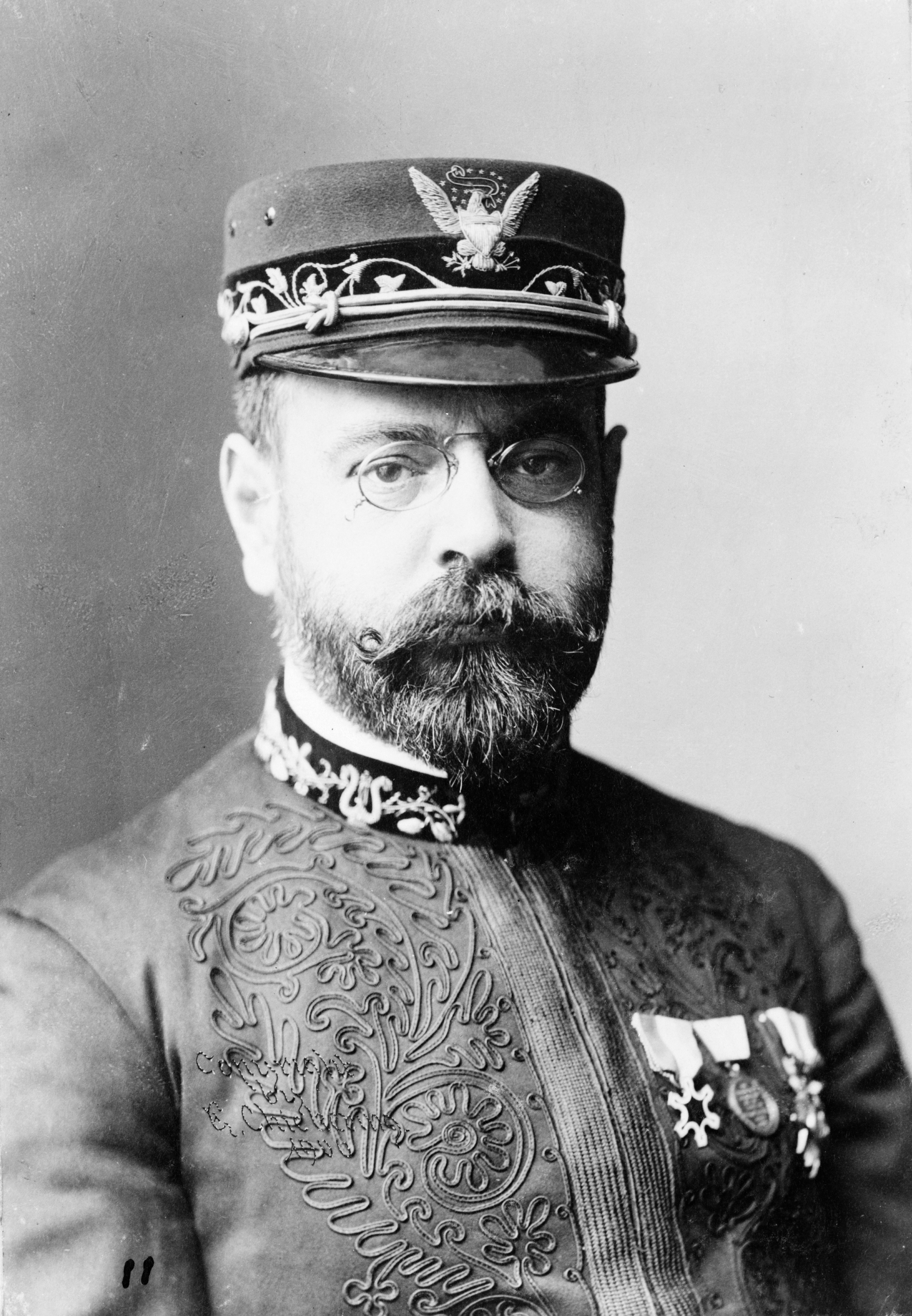

존 필립 수자(John Philip Sousa, 1854년 11월 6일 ~ 1932년 3월 6일)는 미국의 작곡가·취주악 지휘자다. 행진곡 작곡에 뛰어나 '행진곡의 왕'이라 불리며, 1880년 해병 군악대장을 지냈다. 1892년 수자 취주악단을 조직하고, 취주악에 쓰이는 수자폰을 만들었다. 제1차 세계대전 때 해군 군악대 훈련 소장을 지냈다. 작품에 〈성조기여 영원하라〉 〈워싱턴 포스트 마치〉 〈사관 후보생〉 〈엘 캡틴〉 〈맨해턴 비치〉 〈바다 건너 악수를〉 〈자유의 종〉 〈충성〉 〈미 중의 미〉 〈뇌신〉등 행진곡 약 100곡, 가곡 약 50곡이 있다.